# Georg Wilhelm Freyreiss
Georg Wilhelm Freyreiss (Frankfurt am Main, 12 de julho de 1789 — Nova Viçosa, 1 de abril de 1825) foi um naturalista alemão.
De 1815 a 1817 Maximilian zu Wied-Neuwied conduziu uma expedição ao Brasil sul-oriental, acompanhado pelo ornitólogo do sul de Frankfurt Georg Wilhelm Freyreiss e pelo botânico de Berlim Friedrich Sellow. Permaneceram três anos e estudaram a flora e a fauna local, e as nações indígenas da selva do norte do Rio de Janeiro.
Freyreiss trabalhou para o Museum für Naturkunde de Berlim em 1816, coletando especimens de história natural na América do Sul. Assim, de 1817 a 1825 obteve vários milhares de aves.